# Back in Beige
Back in Beige (The Return of Alleinunterhalter vol. II) er et album fra 2000 med Mambo Kurt.

## Spor
- 1. "Damenwahhl"
- 2. "I was made for loving you" (Kiss)
- 3. "Du trägst keine liebe in dir" (Echt)
- 4. "Highway to hell" (AC/DC)
- 5. "Die Flut"
- 6. "You're my heart, you're my soul" (Modern Talking)
- 7. "Rap medley" ("WooHa" – Busta Rhymes; "The Message" – Grandmaster Flash; "Walk this way" Aerosmith)
- 8. "Join me (in death)" (HIM)
- 9. "Schnulzen medley" ("Nothing compares 2 U" – Prince; "Candle in the wind" – Elton John; "My heart will go on" – Celine Dion)
- 10. "Rockin' all over the world" (Status Quo)
- 11. "Andreas Pils"
- 12. "Bloodhoundgang medley" ("Fire water burn", "The bad touch", "Along comes Mary", "The bad touch (gentagelse)")
- 13. "Metall Medley ("Black no. 1 (Little miss scare-all)" – Type O Negative; "Mother" – Danzig; "Nothing else matters" – Metallica)
- 14. "Es geht voran (Fehlfarben)
- 15. "Born to make you happy" (Britney Spears)